# 華盛頓州第三國會選區
華盛頓州第三國會選區（英語：Washington's 3rd congressional district）是美国华盛顿州的國會選區之一，選區範圍包括劉易斯縣、太平洋縣、沃凱雅庫姆郡、考利茨县、克拉克郡及斯卡梅尼亞郡，再加上瑟斯頓郡的一小部分。該區當前的聯邦眾議員為民主黨籍的瑪麗·格魯森坎普·佩雷斯，自2023年1月上任至今。